# NTC Senec
Az NTC Senec (Národné tréningové centrum Senec) a Szlovák Labdarúgó Szövetség labdarúgó-edzőközpontja és egy többcélú stadion Szencben, Szlovákiában. Jelenleg főleg futballmérkőzéseket játszanak benne. A stadion 3264 fő befogadására alkalmas. 

## Események
2003-tól a klub 2008-as feloszlatásáig az FC Senecnek adott otthont. 2008-tól a 2016-ig az ŠK Senec labdarúgóklub az NTC Senecben játszotta mérkőzéseit. Emellett 2004-ben, 2005-ben és 2007-ben a szlovák labdarúgó-szuperkupának is otthont adott.
A stadionban nemzetközi találkozókat is játszottak. 2014. május 23-án a szlovák labdarúgó-válogatott Montenegró ellen játszott barátságos mérkőzést, ahol házigazdák 2–0-ra nyertek. A szlovák U-21-es válogatott a 2015-ös Európa-bajnokság selejtezői során a 3. csoport összes hazai mérkőzését itt játszotta. A szlovák női labdarúgó-válogatott is használja a sportlétesítményt. A 2016-os U19-es női labdarúgó Európa-bajnokság három csoportmérkőzésének, mindkét elődöntőjének és a döntőnek is otthont adott. A 2022-es U19-es labdarúgó-Európa-bajnokságon itt játszották az Anglia-Olaszország elődöntő mérkőzést.

## Nemzetközi mérkőzések

### Férfi válogatott
| 2014. május 23. | Szlovákia                 | 2–0               | Montenegró | Szenc, Szlovákia                                                                  |  |
| 20:20           | Weiss 45+1' Jendrišek 85' | (1–0) Jegyzőkönyv |            | Stadion: NTC Senec Nézőszám: 2587 Játékvezető: Bartosz Frankowski (Lengyelország) |  |